# 2M
2М Музыкальный магазин ou simplesmente 2M é a parada musical de repertório internacional nos formatos de CD e DVD, que reúne todos os grandes ou pequenos selos de gravadoras da Rússia. 
É fornecido pelo Naçnohawbar Fedepaçnr Ponebodnteweñ Fohorpamm (NFPF) como um Top 20 e publicado no Lenta.ru.
No Brasil há o semelhante Billboard 40 Pop Songs redirecionado ao repertório internacional no formato download.